# Spojené státy americké na Zimních olympijských hrách 1968
Spojené státy americké na Zimních olympijských hrách 1968 reprezentovalo 96 sportovců (75 mužů a 21 žen) v 10 sportech.

## Medailisté
| Medaile | Jméno            | Sport          | Disciplína       |
| ------- | ---------------- | -------------- | ---------------- |
| Zlato   | Peggy Flemingová | Krasobruslení  | Ženy jednotlivci |
| Stříbro | Tim Wood         | Krasobruslení  | Muži jednotlivci |
| Stříbro | Terry McDermott  | Rychlobruslení | Muži 500 m       |
| Stříbro | Jennifer Fishová | Rychlobruslení | Ženy 500 m       |
| Stříbro | Dianne Holumová  | Rychlobruslení | Ženy 500 m       |
| Stříbro | Mary Meyersová   | Rychlobruslení | Ženy 500 m       |
| Bronz   | Dianne Holumová  | Rychlobruslení | Ženy 1 000 m     |